# Trachelolabus jordani
Trachelolabus jordani es una especie de coleóptero de la familia Attelabidae.

## Distribución geográfica
Habita en la India y Birmania.